# Петшик
Петшик (пол. Pietrzyk) — село в Польщі, у гміні Лютоцин Журомінського повіту Мазовецького воєводства.
Населення — 233 особи (2011).
У 1975-1998 роках село належало до Цехановського воєводства.

## Демографія
Демографічна структура станом на 31 березня 2011 року:
|          | Загалом | Допрацездатний вік | Працездатний вік | Постпрацездатний вік |
| -------- | ------- | ------------------ | ---------------- | -------------------- |
| Чоловіки | 121     | 30                 | 75               | 16                   |
| Жінки    | 112     | 24                 | 58               | 30                   |
| Разом    | 233     | 54                 | 133              | 46                   |